# Tom Pappas
Tom Pappas, född 6 september 1976, är en amerikansk friidrottare (mångkampare).
Pappas har fyra gånger blivit amerikansk mästare i tiokamp (2000, 2002, 2003 och 2006). Han deltog vid OS 2000 där han slutade femma. Pappas deltog även vid OS 2004 men fick avbryta tiokampen efter skada.
Pappas främsta merit är VM-guldet 2003 i Paris.
Pappas personliga rekordserie i tiokamp från 2003 gav 8 784 poäng vilket innebär att endast åtta tiokampare nått en högre poäng.